# Păcurile
Păcurile – wieś w Rumunii, w okręgu Buzău, w gminie Cănești. W 2011 roku liczyła 65 mieszkańców.